# Kempenland (lied)

Het lied Kempenland is geschreven door de Belgische dichter Jozef Simons in 1941. De melodie dateert uit 1938 en was het werk van de Vlaamse componist Armand Preud'homme.
Het lied wordt beschouwd als het volkslied van de gelijknamige regio Kempenland, beter bekend als de Kempen.

## Oorspronkelijke tekst
1Kempenland, aan de Dietsche kroon
wonderfrisse perel;
Kempenland, welig-zoete woon
van den koenen kerel.
Op de heide gloort de zon
ons zoo stralend tegen,
of uit hooge hemelbron
ruischt zoo vroo de regen.
Op de heide waait de wind,
vrij van haag en heg,
op de heide waait de wind
alle zorgen weg.
2Kempenland, aan de Dietsche kroon
wonderfrisse perel;
Kempenland, welig-zoete woon
van den koenen kerel.
Op de heide staat een huis
rondom in het loover,
wolken blank of grauw als gruis
trekken traag daarover.
Op de heide waait de wind,
vrij van haag en heg,
op de heide waait de wind
alle zorgen weg.
3Kempenland, aan de Dietsche kroon
wonderfrisse perel;
Kempenland, welig-zoete woon
van den koenen kerel.
Op de heide, zoete meid,
hebt ge mij verkoren,
bij de gagel, voor altijd,
mij uw trouw gezworen.
Op de heide waait de wind,
vrij van haag en heg,
op de heide waait de wind
alle zorgen weg.
4Kempenland, aan de Dietsche kroon
wonderfrisse perel;
Kempenland, welig-zoete woon
van den koenen kerel.
Kempisch volk, zoo vroom en blij,
schoon van ziel en lijve,
harde tijden gaan voorbij,
maar een volk moet blijven.
Op de heide waait de wind,
vrij van haag en heg,
op de heide waait de wind
alle zorgen weg.